# Каргала (Оренбурзький міський округ)
Каргала́ (рос. Каргала) — селище у складі Оренбурзького міського округу Оренбурзької області, Росія.

## Населення
Населення — 1946 осіб (2010; 1984 у 2002).